# Envelhecimento do vinho

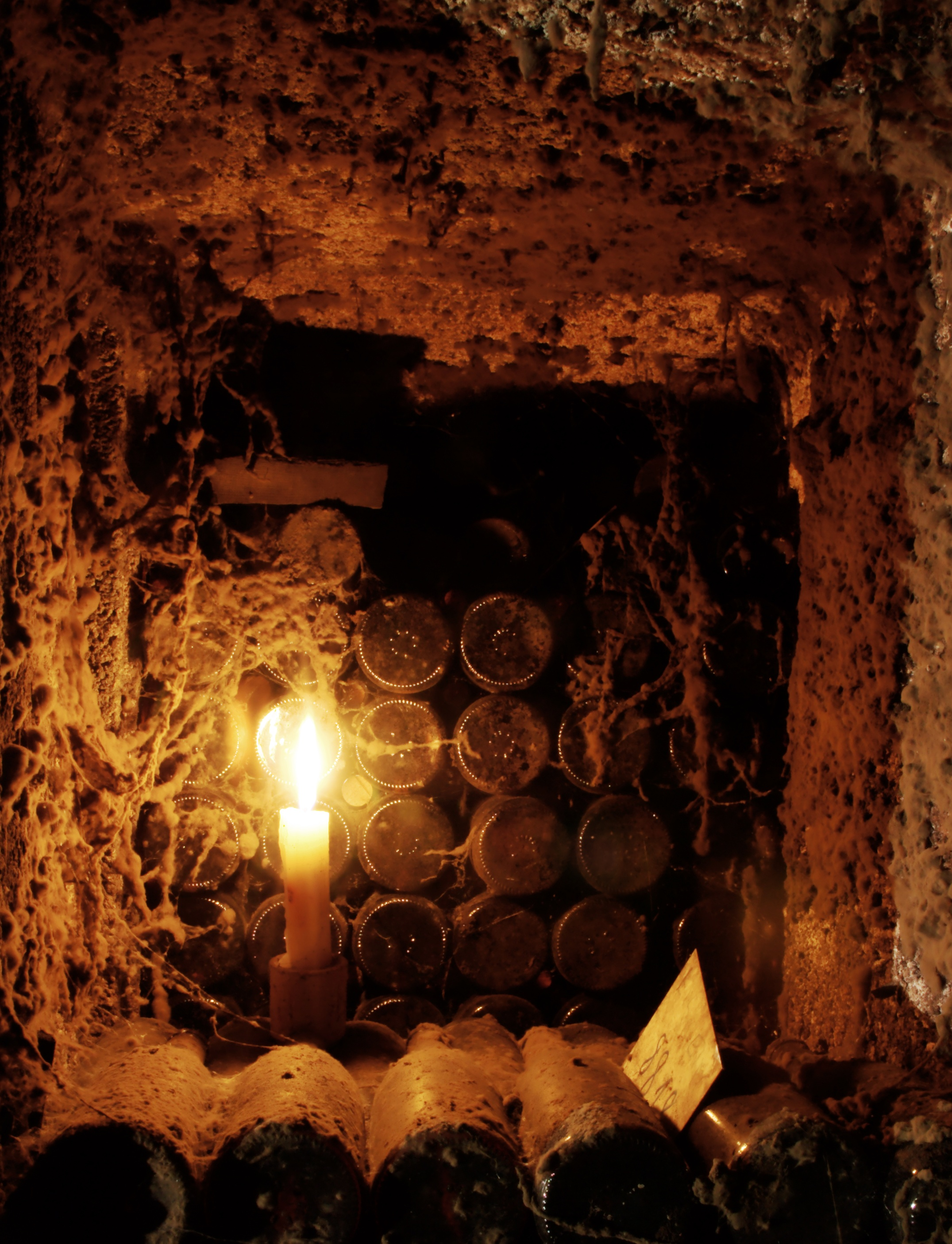
Garrafas de vinho envelhecendo em uma adega subterrânea

O envelhecimento do vinho é capaz de melhorar a qualidade do vinho. Isso distingue o vinho da maioria dos outros bens de consumo. Embora o vinho seja perecível e possa se deteriorar, reações químicas complexas envolvendo açúcares, ácidos e compostos fenólicos (como taninos) podem alterar o aroma, a cor, a sensação na boca e o sabor do vinho de uma forma que pode ser mais agradável para o degustador. A capacidade de envelhecimento de um vinho é influenciada por muitos fatores, incluindo variedade de uva, vintage, práticas de viticultura, região vinícola e estilo de vinificação. A condição em que o vinho é mantido após o engarrafamento também pode influenciar a capacidade de envelhecimento de um vinho e pode exigir tempo e investimento financeiro significativos. A qualidade de um vinho envelhecido varia significativamente de garrafa para garrafa, dependendo das condições em que foi armazenado e da condição da garrafa e da rolha, e por isso se diz que, em vez de boas safras antigas, há boas garrafas antigas. Há uma questão mística em torno do envelhecimento do vinho, pois sua química não foi compreendida por muito tempo, e os vinhos velhos são frequentemente vendidos por preços extraordinários. No entanto, a grande maioria dos vinhos não é envelhecida, e mesmo os que são envelhecidos raramente o são por muito tempo; estima-se que 90% dos vinhos devam ser consumidos em um ano após a produção e 99% dos vinhos em 5 anos.

## História

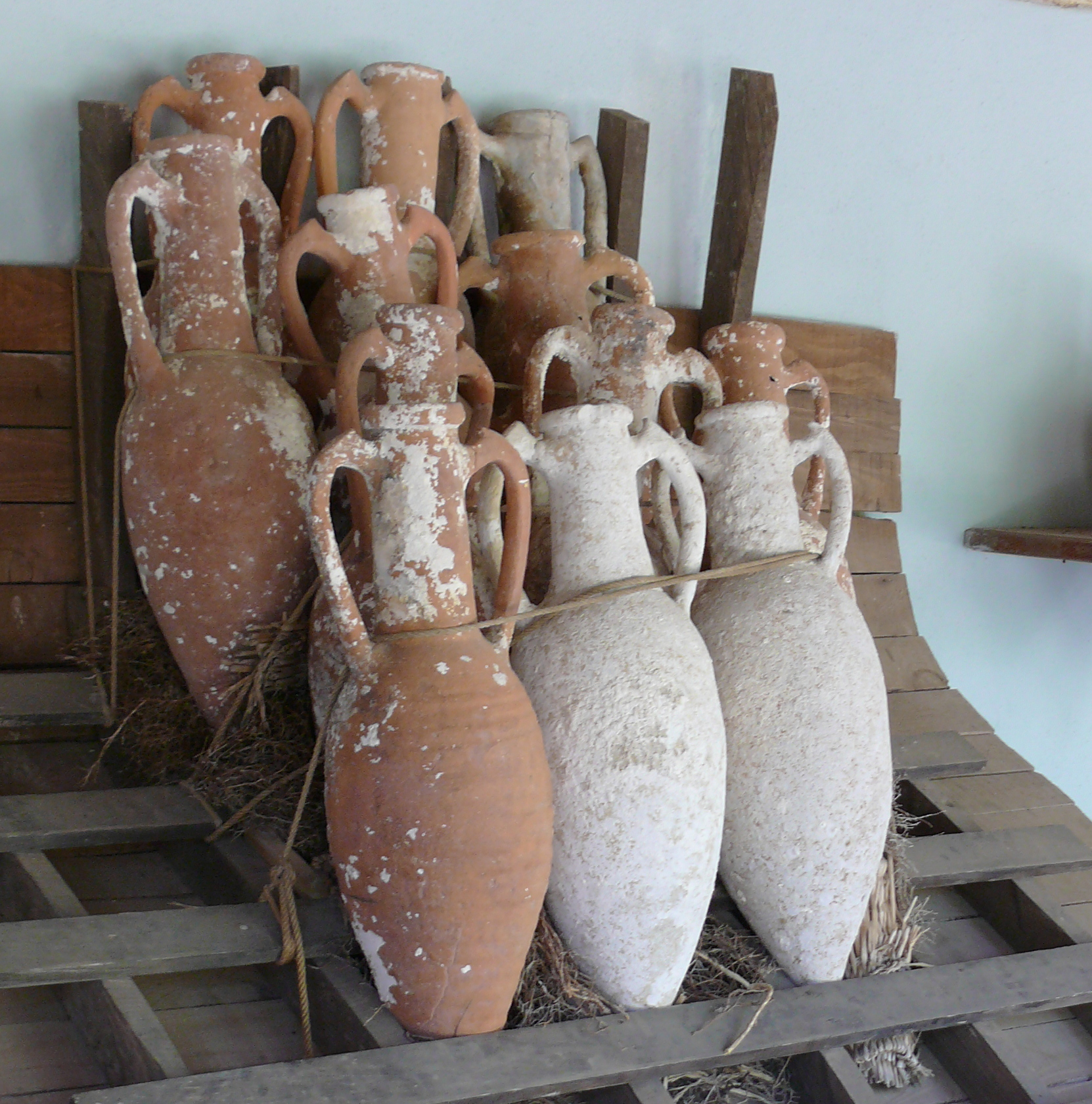
Durante a antiguidade, ânforas como essas eram usadas para armazenar vinho e o lacre possibilitava o envelhecimento da bebida.

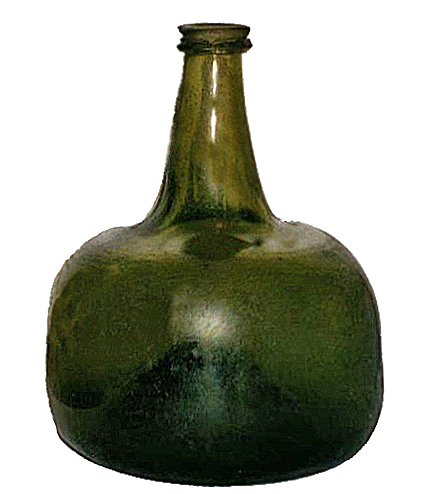
As garrafas com rolha de cortiça reinventaram o processo de envelhecimento do vinho

Os antigos gregos e romanos conheciam o potencial dos vinhos envelhecidos. Na Grécia, os primeiros exemplos de "vinhos de palha" secos eram conhecidos por sua capacidade de envelhecer devido ao seu alto teor de açúcar. Esses vinhos eram armazenados em ânforas de barro lacradas e conservados por muitos anos. Em Roma, os vinhos mais procurados - Falernum e Surrentinum - eram valorizados por sua capacidade de envelhecer por décadas. No Livro de Lucas, observa-se que o "vinho velho" era mais valorizado do que o "vinho novo" (Lucas 5:39). O médico grego Galeno escreveu que o "sabor" do vinho envelhecido era desejável e que isso poderia ser conseguido com o aquecimento ou defumação do vinho, embora, na opinião de Galeno, esses vinhos envelhecidos artificialmente não fossem tão saudáveis para o consumo quanto os vinhos envelhecidos naturalmente.
Após a queda do Império Romano, o apreço pelo vinho envelhecido era praticamente inexistente. A maioria dos vinhos produzidos no norte da Europa era de corpo leve, de cor clara e com baixo teor alcoólico. Esses vinhos não tinham muito potencial de envelhecimento e mal duravam alguns meses antes de se deteriorarem rapidamente em vinagre. Quanto mais velho o vinho ficava, mais barato se tornava seu preço, pois os comerciantes procuravam avidamente se livrar do vinho envelhecido. No século XVI, vinhos mais doces e mais alcoólicos (como o Malvasia e o Sack) estavam sendo produzidos no Mediterrâneo e ganhando atenção por sua capacidade de envelhecimento. Da mesma forma, o Riesling da Alemanha, com sua combinação de acidez e açúcar, também estava demonstrando sua capacidade de envelhecer. No século XVII, ocorreram duas inovações que mudaram radicalmente a visão do setor vinícola sobre o envelhecimento. Uma delas foi o desenvolvimento da rolha e da garrafa, que novamente permitiu que os produtores embalassem e armazenassem o vinho em um ambiente praticamente hermético. A segunda foi a crescente popularidade dos vinhos fortificados, como Porto, Madeira e xerez. Descobriu-se que o álcool adicionado agia como um conservante, permitindo que os vinhos sobrevivessem às longas viagens marítimas para a Inglaterra, as Américas e as Índias Orientais. Os ingleses, em particular, estavam aumentando seu apreço por vinhos envelhecidos como o Porto e o Claret de Bordeaux. A demanda por vinhos envelhecidos teve um efeito pronunciado sobre o comércio de vinhos. Para os produtores, o custo e o espaço para armazenar barris ou garrafas de vinho eram proibitivos, de modo que surgiu uma classe de comerciantes com armazéns e finanças para facilitar o envelhecimento dos vinhos por um período mais longo. Em regiões como Bordeaux, Porto e Borgonha, essa situação aumentou drasticamente o equilíbrio de poder em favor das classes de comerciantes.

## Potencial de envelhecimento

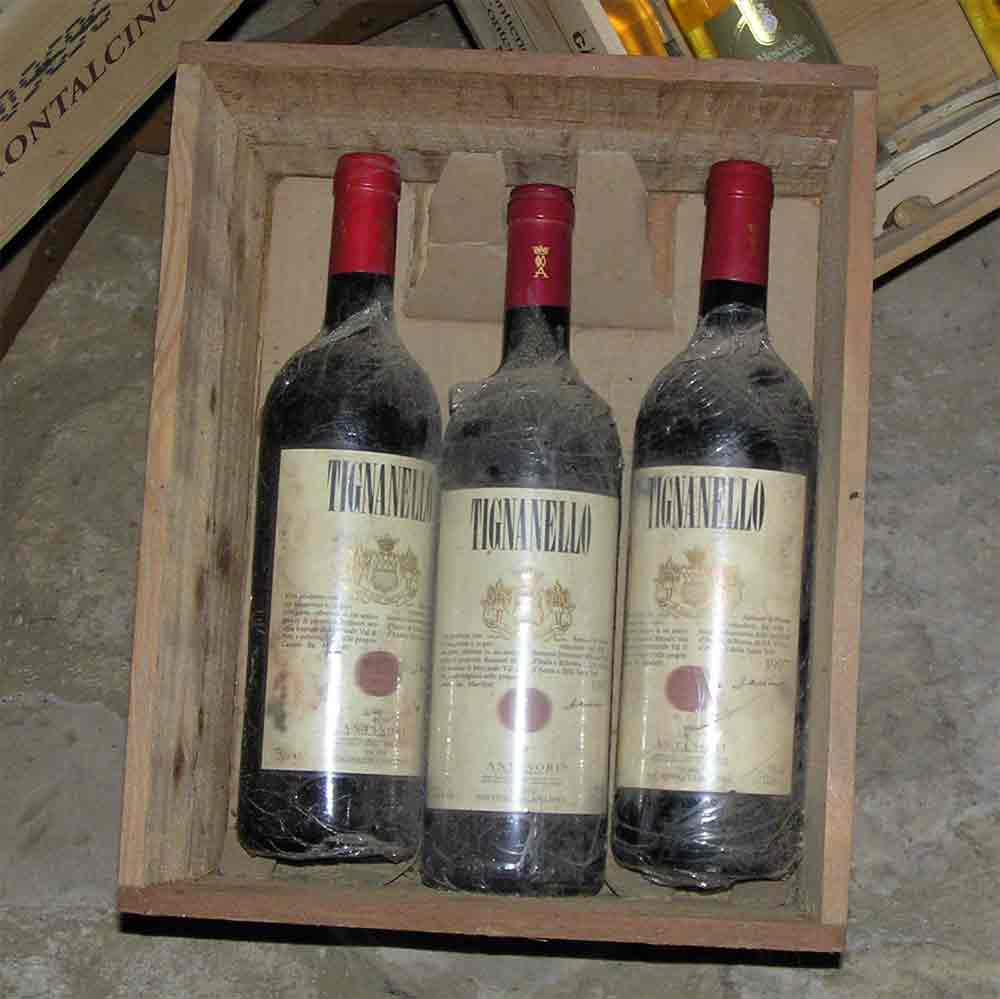
O vinho italiano Tignanello é uma mistura de Sangiovese, Cabernet Sauvignon e Cabernet franc - variedades que geralmente têm potencial de envelhecimento.

Há um equívoco generalizado de que o vinho sempre melhora com a idade, ou que o vinho melhora com o envelhecimento prolongado, ou que o potencial de envelhecimento é um indicador de um bom vinho. Algumas autoridades afirmam que mais vinho é consumido muito velho do que muito jovem. O envelhecimento muda o vinho, mas não o melhora ou piora categoricamente. O sabor frutado se deteriora rapidamente, diminuindo acentuadamente após apenas 6 meses na garrafa. Devido ao custo de armazenamento, não é econômico envelhecer vinhos baratos, mas muitas variedades de vinho não se beneficiam do envelhecimento, independentemente da qualidade. Os especialistas variam em relação aos números exatos, mas normalmente afirmam que apenas 5 a 10% do vinho melhora após 1 ano e apenas 1% melhora após 5 a 10 anos.
Em geral, os vinhos com pH baixo (como o Pinot Noir e o Sangiovese) têm maior capacidade de envelhecimento. Nos vinhos tintos, um alto nível de compostos aromáticos, como os fenólicos (principalmente taninos), aumentará a probabilidade de um vinho envelhecer. Os vinhos com altos níveis de fenóis incluem Cabernet Sauvignon, Nebbiolo e Syrah. Os vinhos brancos com maior potencial de envelhecimento tendem a ser aqueles com alta quantidade de extrato e acidez (como o Riesling). A acidez nos vinhos brancos, atuando como conservante, tem um papel semelhante ao dos taninos nos vinhos tintos. O processo de elaboração de vinhos brancos, que inclui pouco ou nenhum contato com a pele, significa que os vinhos brancos têm uma quantidade significativamente menor de compostos fenólicos, embora a fermentação em barril e o envelhecimento em carvalho possam transmitir alguns fenóis. Da mesma forma, o contato mínimo com a pele do vinho rosé limita seu potencial de envelhecimento.
Após o envelhecimento na vinícola, a maioria dos vinhos do Porto envelhecidos em madeira, xerez, vins doux naturels, vins de liqueur, ice wine de nível básico e vinhos espumantes são engarrafados quando o produtor considera que estão prontos para serem consumidos. Esses vinhos estão prontos para beber no momento do lançamento e não se beneficiam do envelhecimento. Os vinhos do Porto vintage, outros vinhos do Porto e xerez envelhecidos em garrafa se beneficiarão de algum envelhecimento adicional.
O champanhe e outros vinhos espumantes raramente são envelhecidos e frequentemente não têm ano de safra (no vintage, NV), mas o champanhe vintage pode ser envelhecido. O champanhe envelhecido tem sido tradicionalmente uma afeição peculiarmente britânica e, portanto, tem sido chamado de le goût anglais "o gosto inglês", embora esse termo também se refira a um nível de doçura do champanhe. Em princípio, o champanhe tem potencial de envelhecimento, devido à acidez, e a popularidade do champanhe envelhecido aumentou nos Estados Unidos desde a safra de 1996. Alguns vinicultores franceses defenderam o envelhecimento do champanhe, principalmente René Collard (1921-2009). Em 2009, uma garrafa de Perrier-Jouët de 184 anos foi aberta e degustada, possuindo notas de "trufas e caramelo" de acordo com os especialistas.

## Pouco ou nenhum potencial de envelhecimento
Diretriz fornecida pela Master of Wine Jancis Robinson
- QBAs alemães (Qualitätswein bestimmter Anbaugebiete)
- Asti e Moscato Spumante
- Vinhos rosé e blush, como o zinfandel branco (White Zinfandel)
- Vinhos de marca como Yellow Tail, Mouton Cadet, etc.
- Vinho de mesa europeu
- Vinho americano de jarra e caixa
- Varietais baratos (com a possível exceção do Cabernet Sauvignon)
- A maioria dos Vin de pays
- Todos os vinhos nouveau
- Vermute
- Xerez básico
- Portos
- Vinhos de kit feitos principalmente de suco de uva concentrado[10]

## Bom potencial de envelhecimento
A Master of Wine Jancis Robinson fornece as seguintes diretrizes gerais sobre o envelhecimento de vinhos. Porém a safra, a região vinícola e o estilo de vinificação podem influenciar o potencial de envelhecimento de um vinho, portanto, as diretrizes de Robinson são estimativas gerais para os exemplos mais comuns desses vinhos.
- Vinhos de podridão nobre (5-25 anos)
- Chardonnay (2-6 anos)
- Riesling (2-30 anos)
- Furmint húngaro (3-25 anos)
- Chenin blanc do Vale do Loire (4-30 anos)
- Sémillon do Hunter Valley (6-15 anos)
- Cabernet Sauvignon (4-20 anos)
- Merlot (2-10 anos)
- Nebbiolo (4-20 anos)
- Pinot noir (2-8 anos)
- Sangiovese (2-8 anos)
- Syrah (4-16 anos)
- Zinfandel (2-6 anos)
- Bordeaux classificado (8-25 anos)
- Grand Cru da Borgonha (8-25 anos)
- Aglianico de Taurasi (4-15 anos)
- Baga da Bairrada (4-8 anos)
- Kadarka húngaro (3-7 anos)
- Shiroka búlgaro (3-7 anos)
- Plavac Mali croata (4-8 anos)
- Saperavi da Geórgia (3-10 anos)
- Tannat de Madiran (4-12 anos)
- Tempranillo espanhol (2-8 anos)
- Xynomavro grego (4-10 anos)
- Portos (20-50 anos)[11]

## Fatores e influências

### Componentes do vinho
A proporção de açúcares, ácidos e fenólicos em relação à água é um fator determinante na capacidade de envelhecimento de um vinho. Quanto menos água houver nas uvas antes da colheita, maior será a probabilidade de o vinho resultante ter algum potencial de envelhecimento. A variedade da uva, o clima, a safra e a prática de viticultura também possuem um papel importante. As variedades de uvas com cascas mais grossas, provenientes de uma estação de crescimento seca em que pouca irrigação foi usada e os rendimentos foram mantidos baixos, terão menos água e uma proporção maior de açúcar, ácidos e fenólicos. O processo de fabricação de Eisweins, em que a água é removida da uva durante a prensagem na forma de cristais de gelo congelados, tem um efeito semelhante, diminuindo a quantidade de água e aumentando o potencial de envelhecimento.
Na produção de vinho, a duração da maceração ou do contato com a pele influenciará a quantidade de compostos fenólicos que são lixiviados da pele para o vinho. Taninos pigmentados, antocianinas, coloides, taninos-polissacarídeos e taninos-proteínas não apenas influenciam a cor resultante do vinho, mas também atuam como conservantes. Durante a fermentação, é possível fazer ajustes nos níveis de acidez do vinho, sendo que os vinhos com pH mais baixo têm maior potencial de envelhecimento. A exposição ao carvalho, seja durante a fermentação ou depois (durante o envelhecimento em barris), introduzirá mais compostos fenólicos nos vinhos. Antes do engarrafamento, a clarificação ou filtragem excessiva do vinho pode retirar do vinho alguns sólidos fenólicos e diminuir sua capacidade de envelhecimento.

## Fatores de armazenamento

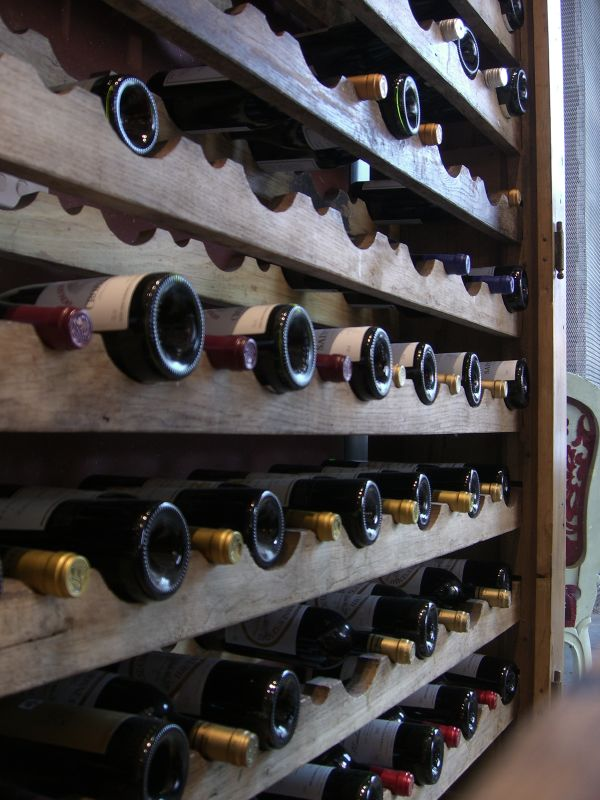
As condições de armazenamento podem influenciar a capacidade de envelhecimento de um vinho

A condição de armazenamento do vinho engarrafado influenciará o envelhecimento do vinho. As vibrações e as flutuações de calor podem acelerar a deterioração do vinho e causar efeitos adversos nos vinhos. Em geral, um vinho tem maior potencial para desenvolver complexidade e um buquê mais aromático se for deixado envelhecer lentamente em um ambiente relativamente frio. Quanto mais baixa a temperatura, mais lentamente o vinho se desenvolve. Em média, a taxa de reações químicas no vinho dobra a cada aumento de 10 °C na temperatura. A especialista em vinhos Karen MacNeil recomenda manter o vinho destinado ao envelhecimento em uma área fria com uma temperatura constante em torno de 13 °C. O vinho pode ser armazenado em temperaturas de até 20 °C sem efeitos negativos de longo prazo. O professor Cornelius Ough, da Universidade da Califórnia, em Davis, acredita que o vinho pode ser exposto a temperaturas de até 49 °C por algumas horas e não sofrer danos. Entretanto, a maioria dos especialistas acredita que flutuações extremas de temperatura (como a transferência repetida de um vinho de uma sala quente para uma geladeira fria) seriam prejudiciais ao vinho. Os raios ultravioleta da luz solar direta também devem ser evitados devido aos radicais livres que podem se desenvolver no vinho e resultar em oxidação prematura.
Os vinhos acondicionados em garrafas de grande formato, como as de 3 litros, parecem envelhecer mais lentamente do que os vinhos acondicionados em garrafas normais de 750 ml ou meias garrafas. Isso pode ser devido à maior proporção de oxigênio exposto ao vinho durante o processo de engarrafamento. O advento de vedantes de vinho alternativos à cortiça, como tampas de rosca e rolhas sintéticas, deu início a discussões recentes sobre o potencial de envelhecimento dos vinhos vedados dessa forma. Atualmente, não há resultados conclusivos e o tema é objeto de pesquisas em andamento.

### Fatores de engarrafamento

#### Choque de garrafa
Uma das necessidades de envelhecimento de curto prazo do vinho é um período em que o vinho é considerado "doente" devido ao trauma e à volatilidade da experiência de engarrafamento. Durante o engarrafamento, o vinho é exposto a algum oxigênio, o que causa um efeito dominó de reações químicas com vários componentes do vinho. O tempo necessário para que o vinho se estabilize e o oxigênio se dissolva totalmente e se integre ao vinho é considerado o período de "choque de garrafa" (ou "enjoo da garrafa"). Durante esse período, o vinho pode ter um sabor drasticamente diferente do que tinha antes do engarrafamento ou do sabor que terá depois que o vinho assentar. Embora muitas linhas de engarrafamento modernas tentem tratar o vinho da forma mais suave possível e utilizem gases inertes para minimizar a quantidade de exposição ao oxigênio, todos os vinhos passam por algum período de choque. A duração desse período varia de acordo com cada vinho individual.

#### Bouchonné
A transferência de sabores estranhos na rolha de cortiça usada para engarrafar um vinho durante o envelhecimento prolongado pode ser prejudicial à qualidade da garrafa. A formação de gosto de cortiça é um processo complexo que pode resultar de uma ampla gama de fatores, desde as condições de crescimento do sobreiro, o processamento da cortiça em rolhas ou os fungos que se desenvolvem na própria cortiça.

### Fase "idiota"
Durante o envelhecimento, um vinho pode entrar em uma "fase idiota", na qual seus aromas e sabores são muito suaves. Em Bordeaux, essa fase é chamada de idade ingrat e é comparada a um adolescente passando pela adolescência. A causa ou o tempo de duração dessa "fase idiota" ainda não é totalmente compreendida e parece variar de garrafa para garrafa.

## Efeitos sobre o vinho

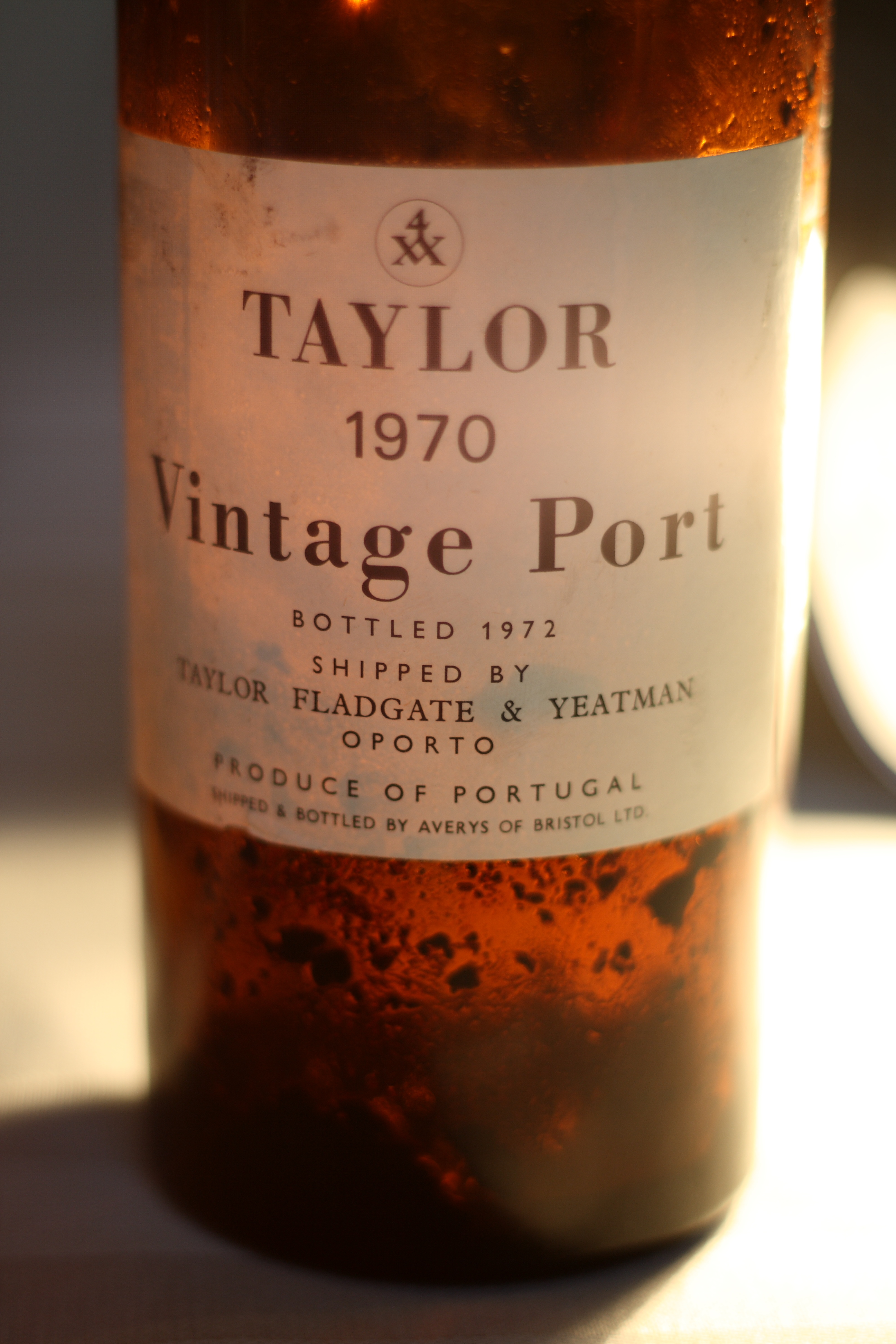
À medida que o vinho do Porto vintage amadurece, desenvolvem-se sedimentos no vinho que muitas vezes são deixados na garrafa quando o vinho é decantado

À medida que o vinho tinto envelhece, os taninos bruscos de sua juventude gradualmente dão lugar a uma sensação mais suave na boca. Uma cor escura e tingida acaba perdendo sua profundidade de cor e começa a parecer alaranjada nas bordas e, por fim, torna-se marrom. Essas mudanças ocorrem devido às complexas reações químicas dos compostos fenólicos do vinho. Em processos que começam durante a fermentação e continuam após o engarrafamento, esses compostos se unem e se agregam. Eventualmente, essas partículas atingem um determinado tamanho que as torna grandes demais para permanecerem suspensas na solução e precipitam. A presença de sedimentos visíveis em uma garrafa geralmente indica um vinho maduro. O vinho resultante, com essa perda de taninos e pigmentos, terá uma cor mais pálida e um sabor mais suave e menos adstringente. O sedimento, embora inofensivo, pode ter um sabor desagradável e geralmente é separado do vinho por decantação.
Durante o processo de envelhecimento, a percepção da acidez de um vinho pode mudar, embora a quantidade total mensurável de acidez seja mais ou menos constante durante toda a vida do vinho. Isso se deve à esterificação dos ácidos, que se combinam com álcoois em uma matriz complexa para formar ésteres. Além de tornar o sabor do vinho menos ácido, esses ésteres introduzem uma gama de possíveis aromas. Eventualmente, o vinho pode envelhecer até um ponto em que outros componentes do vinho (como taninos e frutas) se tornem menos perceptíveis, o que trará de volta uma percepção mais elevada da acidez do vinho. Outros processos químicos que ocorrem durante o envelhecimento incluem a hidrólise de precursores de sabor que se desprendem das moléculas de glicose e introduzem novas notas de sabor no vinho mais velho, e os aldeídos são oxidados. A interação de certos fenólicos desenvolve o que é conhecido como aromas terciários, que são diferentes dos aromas primários derivados da uva e durante a fermentação.

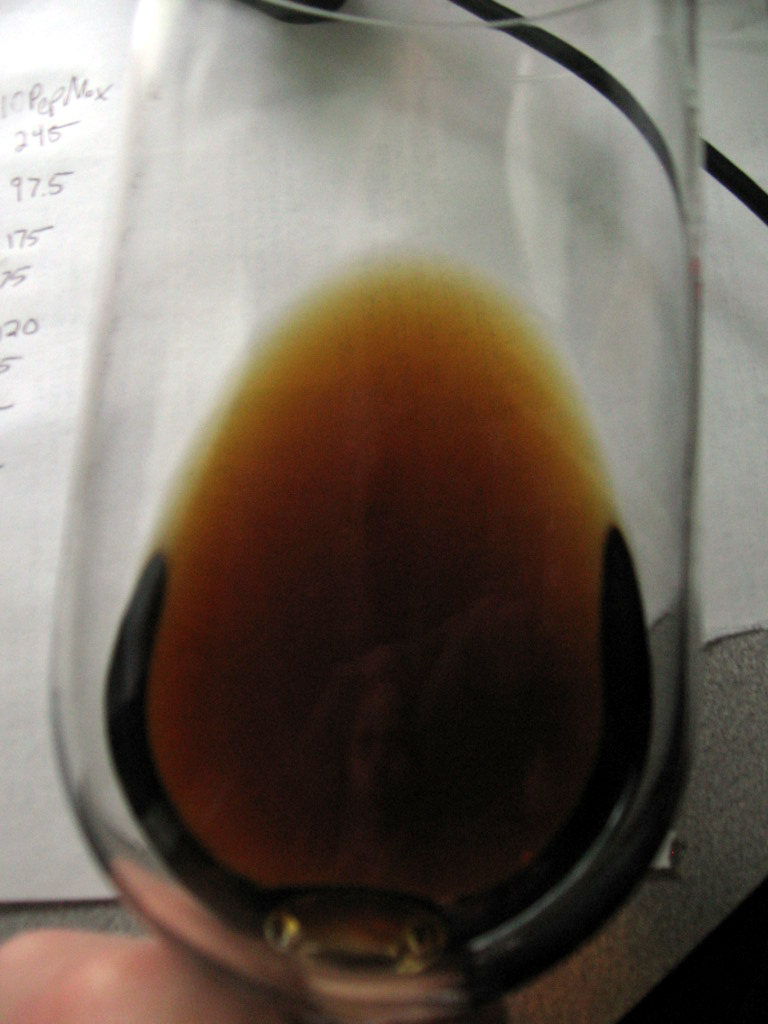
Um Malvasia envelhecido mostra a mudança de cor que os vinhos brancos sofrem à medida que envelhecem.

Quando um vinho começa a amadurecer, seu buquê se torna mais desenvolvido e com várias camadas. Enquanto um degustador pode ser capaz de identificar algumas notas de frutas em um vinho jovem, um vinho mais complexo terá várias notas distintas de frutas, florais, terrosas, minerais e derivadas do carvalho. O final persistente de um vinho se alongará. Eventualmente, o vinho atingirá um ponto de maturidade, quando se diz que ele está em seu "pico". Esse é o ponto em que o vinho tem o máximo de complexidade, a sensação mais agradável na boca e o amolecimento dos taninos, e ainda não começou a se deteriorar. O momento em que esse ponto ocorrerá ainda não é previsível e pode variar de garrafa para garrafa. Se um vinho for envelhecido por muito tempo, ele começará a entrar em decadência, onde a fruta terá um sabor oco e fraco, enquanto a acidez do vinho se tornará dominante.
A esterificação natural que ocorre nos vinhos e em outras bebidas alcoólicas durante o processo de envelhecimento é um exemplo de esterificação catalisada por ácido. Com o tempo, a acidez do ácido acético e dos taninos em um vinho envelhecido protonará cataliticamente outros ácidos orgânicos (incluindo o próprio ácido acético), incentivando o etanol a reagir como nucleófilo. Como resultado, o acetato de etila - o éster de etanol e ácido acético - é o éster mais abundante nos vinhos. Outras combinações de álcoois orgânicos (como compostos contendo fenol) e ácidos orgânicos levam a uma variedade de ésteres diferentes nos vinhos, contribuindo para seus diferentes aromas, odores e sabores. Quando comparadas às condições de ácido sulfúrico, as condições de acidez em um vinho são suaves, portanto, o rendimento é baixo (geralmente em décimos ou centésimos de um ponto percentual por volume) e leva anos para que o éster se acumule.

## Lei da maturidade de Coates
A Lei da Maturidade de Coates é um princípio usado na degustação de vinhos em relação à capacidade de envelhecimento do vinho. Desenvolvido pelo Master of Wine britânico, Clive Coates, o princípio afirma que um vinho permanecerá em seu pico (ou qualidade ideal) de consumo por um período de tempo igual ao tempo de maturação necessário para atingir sua qualidade ideal. Durante o envelhecimento de um vinho, certos sabores, aromas e texturas aparecem e desaparecem. Em vez de se desenvolverem e desaparecerem em uníssono, cada uma dessas características opera em um caminho e em uma linha do tempo exclusivos. O princípio permite a subjetividade dos gostos individuais porque segue a lógica de que as características positivas que atraem um determinado degustador de vinho continuarão a persistir ao longo da diretriz do princípio, enquanto para outro degustador essas características podem não ser positivas e, portanto, não se aplicam à diretriz. O especialista em vinhos Tom Stevenson observou que há lógica no princípio de Coates e que ele ainda não encontrou uma anomalia ou um vinho que o desmascare.

### Exemplo
Um exemplo do princípio na prática seria um vinho que alguém adquire quando tem 9 anos de idade, mas que acha sem graça. Um ano depois, o consumidor acha esse vinho muito agradável em termos de textura, aroma e sensação na boca. De acordo com a Lei da Maturidade de Coates, o vinho continuará a ser bebido em uma maturação ideal para aquele consumidor até atingir 20 anos de idade, quando então os traços positivos que o consumidor percebe começarão a desaparecer.

## Envelhecimento artificial
Há uma longa história de uso de meios artificiais para tentar acelerar o processo de envelhecimento natural. Na Roma Antiga, uma câmara de fumaça conhecida como fumarium era usada para realçar o sabor do vinho por meio do envelhecimento artificial. Ânforas eram colocadas na câmara, que era construída em cima de uma lareira aquecida, para dar um sabor de fumaça ao vinho que também parecia aguçar a acidez. O vinho às vezes saía do fumarium com uma cor mais pálida, como se fosse um vinho envelhecido. As técnicas modernas de vinificação, como a micro-oxigenação, podem ter o efeito colateral de envelhecer artificialmente o vinho. Na produção de vinhos Madeira e Rancio, os vinhos são deliberadamente expostos a temperaturas excessivas para acelerar a maturação do vinho. Outras técnicas usadas para envelhecer artificialmente o vinho (com resultados inconclusivos sobre sua eficácia) incluem sacudir o vinho, expô-lo à radiação, magnetismo ou ondas ultrassônicas. Mais recentemente, experimentos com envelhecimento artificial por meio de eletricidade de alta voltagem produziram resultados superiores às demais técnicas, conforme avaliado por um painel de provadores de vinho. Alguns dispositivos artificiais de envelhecimento do vinho incluem a "Clef du Vin", que é um objeto metálico que é mergulhado no vinho e supostamente envelhece o vinho em um ano para cada segundo de mergulho. O produto recebeu críticas mistas de comentaristas de vinho. Várias vinícolas começaram a envelhecer garrafas de vinho no fundo do mar; acredita-se que o envelhecimento no oceano acelere as reações naturais de envelhecimento em função da profundidade (pressão).